# George Hill (Anguilla)
Pour les articles homonymes, voir George Hill.
George Hill est un district d'Anguilla. Sa population selon le recensement de 2011 était de 879 habitants.

## Démographie
Évolution de la population, :
| 1974 | 1984 | 1992 | 2001 | 2011 |
| ---- | ---- | ---- | ---- | ---- |
| 304  | 492  | 635  | 791  | 879  |